# Edmond Sumner
Edmond Byron Sumner (Detroit, 31 dicembre 1995) è un cestista statunitense, di ruolo playmaker.

## Carriera
È stato selezionato dai New Orleans Pelicans al secondo giro del Draft NBA 2017 (52ª scelta assoluta).

## Statistiche

### NCAA
| Anno      | Squadra           | PG | PT | MP   | TC%  | 3P%  | TL%  | RP  | AP  | PRP | SP  | PP   |
| --------- | ----------------- | -- | -- | ---- | ---- | ---- | ---- | --- | --- | --- | --- | ---- |
| 2014-2015 | Xavier Musketeers | 6  | 6  | 7,2  | 20,0 | 0,0  | 66,7 | 0,8 | 1,0 | 0,3 | 0,0 | 1,3  |
| 2015-2016 | Xavier Musketeers | 31 | 31 | 25,9 | 39,7 | 30,1 | 72,7 | 3,4 | 3,6 | 1,3 | 0,2 | 11,0 |
| 2016-2017 | Xavier Musketeers | 21 | 21 | 33,1 | 47,9 | 27,3 | 73,5 | 4,3 | 5,0 | 1,3 | 0,8 | 15,0 |
| Carriera  | Carriera          | 58 | 58 | 26,6 | 42,9 | 28,5 | 73,0 | 3,5 | 3,8 | 1,2 | 0,4 | 11,4 |

#### Massimi in carriera
- Massimo di punti: 28 vs Georgetown (31 dicembre 2016)[1]
- Massimo di rimbalzi: 9 (2 volte)
- Massimo di assist: 9 (2 volte)
- Massimo di palle rubate: 3 (6 volte)
- Massimo di stoppate: 2 (5 volte)
- Massimo di minuti giocati: 41 vs Missouri (17 novembre 2016)

### NBA

#### Regular season
| Anno      | Squadra        | PG  | PT | MP   | TC%  | 3P%  | TL%  | RP  | AP  | PRP | SP  | PP  |
| --------- | -------------- | --- | -- | ---- | ---- | ---- | ---- | --- | --- | --- | --- | --- |
| 2017-2018 | Indiana Pacers | 1   | 0  | 2,0  | 100  | -    | -    | 1,0 | 0,0 | 0,0 | 0,0 | 2,0 |
| 2018-2019 | Indiana Pacers | 23  | 2  | 9,1  | 34,4 | 25,9 | 62,5 | 1,0 | 0,4 | 0,5 | 0,2 | 2,9 |
| 2019-2020 | Indiana Pacers | 31  | 3  | 14,4 | 43,0 | 26,4 | 55,2 | 1,5 | 1,8 | 0,5 | 0,3 | 4,9 |
| 2020-2021 | Indiana Pacers | 53  | 24 | 16,2 | 52,5 | 39,8 | 81,9 | 1,8 | 0,9 | 0,6 | 0,2 | 7,5 |
| 2022-2023 | Brooklyn Nets  | 53  | 12 | 13,9 | 46,1 | 35,6 | 91,7 | 1,5 | 1,3 | 0,6 | 0,2 | 7,1 |
| Carriera  | Carriera       | 161 | 41 | 14,0 | 47,0 | 34,1 | 81,1 | 1,5 | 1,1 | 0,6 | 0,2 | 6,2 |

#### Play-off
| Anno     | Squadra        | PG | PT | MP   | TC%  | 3P% | TL% | RP  | AP  | PRP | SP  | PP  |
| -------- | -------------- | -- | -- | ---- | ---- | --- | --- | --- | --- | --- | --- | --- |
| 2019     | Indiana Pacers | 1  | 0  | 2,0  | -    | -   | -   | 2,0 | 0,0 | 0,0 | 0,0 | 0,0 |
| 2020     | Indiana Pacers | 3  | 0  | 13,7 | 28,6 | 0,0 | 100 | 2,0 | 0,0 | 0,0 | 0,0 | 2,0 |
| 2023     | Brooklyn Nets  | 1  | 0  | 4,0  | -    | -   | -   | 0,0 | 1,0 | 0,0 | 0,0 | 0,0 |
| Carriera | Carriera       | 5  | 0  | 9,4  | 28,6 | 0,0 | 100 | 1,6 | 0,2 | 0,0 | 0,0 | 1,2 |

#### Massimi in carriera
- Massimo di punti: 29 vs Washington Wizards (4 febbraio 2023)[2]
- Massimo di rimbalzi: 7 (2 volte)
- Massimo di assist: 6 (2 volte)
- Massimo di palle rubate: 3 (5 volte)
- Massimo di stoppate: 2 (3 volte)
- Massimo di minuti giocati: 39 vs Washington Wizards (4 febbraio 2023)

### G League
| Anno      | Squadra       | PG | PT | MP   | TC%  | 3P%  | TL%  | RP  | AP  | PRP | SP  | PP   |
| --------- | ------------- | -- | -- | ---- | ---- | ---- | ---- | --- | --- | --- | --- | ---- |
| 2017-2018 | F.W. Mad Ants | 14 | 7  | 17,0 | 39,6 | 22,7 | 66,7 | 2,3 | 2,4 | 1,1 | 0,4 | 7,2  |
| 2018-2019 | F.W. Mad Ants | 26 | 26 | 31,4 | 47,0 | 35,8 | 74,8 | 2,8 | 4,1 | 1,5 | 0,6 | 22,1 |
| 2019-2020 | F.W. Mad Ants | 2  | 2  | 27,2 | 52,2 | 42,9 | 75,0 | 4,5 | 2,5 | 1,0 | 0,0 | 19,5 |
| Carriera  | Carriera      | 42 | 35 | 26,4 | 46,0 | 34,4 | 73,1 | 2,7 | 3,5 | 1,3 | 0,5 | 17,0 |

## Palmarès
- Coppa di Lituania: 1

Žalgiris Kaunas: 2023-2024